# Engelsberg–Norbergs Järnväg

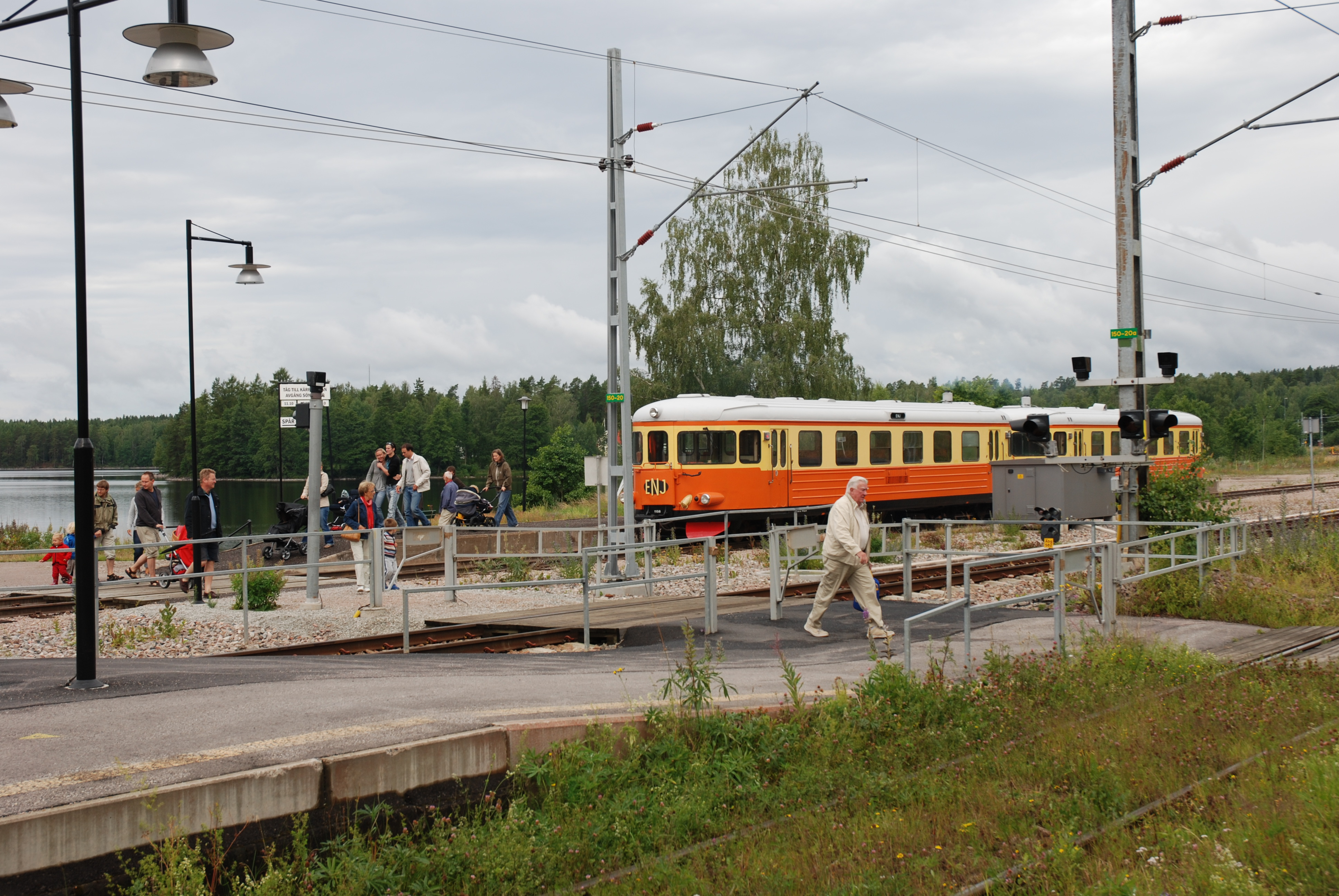
Två Y7-rälsbussar från ENJ vid Ängelsbergs station

Engelsberg–Norbergs Järnväg, Norbergsbanan, är en 1.435 mm normalspårig järnväg mellan Ängelsberg och Kärrgruvan i Västmanland, vilken trafikeras av museijärnvägsföreningen Engelsbergs Norberg Järnvägshistoriska förening (ENJ).

## Linjesträckning
Järnvägen går från stationen Ängelsberg, vid banan Bergslagspendeln (Ludvika - Kolbäck), via Högfors bruk och Norbergs station till Kärrgruvan, en sträcka på 18 kilometer. Den södra delen av banan, mellan Ängelsbergs och Snytens stationer, är elektrifierad och utnyttjas av annan tågtrafik som en genväg mellan Bergslagspendeln och linjen Godsstråket genom Bergslagen mellan Avesta Krylbo och Fagersta C och som omledningsspår vid banarbeten.

## Norbergsbanans historia
Se även Norbergs järnväg.
Norbergs Järnväg (NJ) eller Norbergsbanan byggdes på 1850-talet för att frakta malm från Norbergsfältet till Ängelsberg vid sjön Åmänningen, för vidare befordran med pråmar på Strömsholms kanal. Frakttransporter på banans första delsträckning Kärrgruvan - Trättsbo påbörjades i december 1853 med det första svenskbyggda ångloket Förstlingen från Munktells i Eskilstuna. Efter en konkurs för det första järnvägsbolaget bildades Norbergs Nya Järnvägs AB 1855 och hela sträckan till Åmänningen öppnades för allmän trafik 1856. Banan hade då 1188 mm spårvidd, men breddades 1876 till den svenska normalspårvidden 1435 mm.
Persontrafiken på banan upphörde 1962, godstrafiken Snyten-Kärrgruvan 1990. Delen Snyten-Ängelsberg används för omledningstrafik.

## Museijärnvägsföreningens verksamhet
ENJ, som bildades 1999, har som mål att driva turisttrafik med historiska rälsbussar mellan Ängelsberg och Kärrgruvan och i övrigt hålla Norbergsbanan levande. Det började med dressintrafik men den 8 augusti 2003 var det premiär med historisk rälsbustrafik som har fortsatt sedan dess på somrarna. Banan ägs fortfarande av Svenska staten och ENJ ansvarar för banunderhållet mellan Snyten och Kärrgruvan och vid sidospåret till lokstallet i Ängelsberg. Föreningen har lokstallar i Ängelsberg, efter att Banverket 2007 kopplade in en växel med 5 miljoner kronor i EU-bidrag, och i Kärrgruvan. Lokstallet i Kärrgruvan är byggt 1857 och är därmed Sveriges äldsta bevarade lokstall. I Ängelsberg byggde ENJ 2008 en ny plattform längs det inkopplade spåret och Engelsbergs Bruk hållplats öppnades. Under 2009 öppnades en hållplats vid Mimergruvan.
ENJ trafikerar banan med tre 1950-talsrälsbussar:
- Motorvagnen YBo7 1156, byggd 1957 av ASJ
- Motorvagnen YBo7 1255, byggd 1959 av Eksjöverken
- Manövervagnen UBFo7ye 2076, byggd 1960 av Eksjöverken

## Fotogalleri

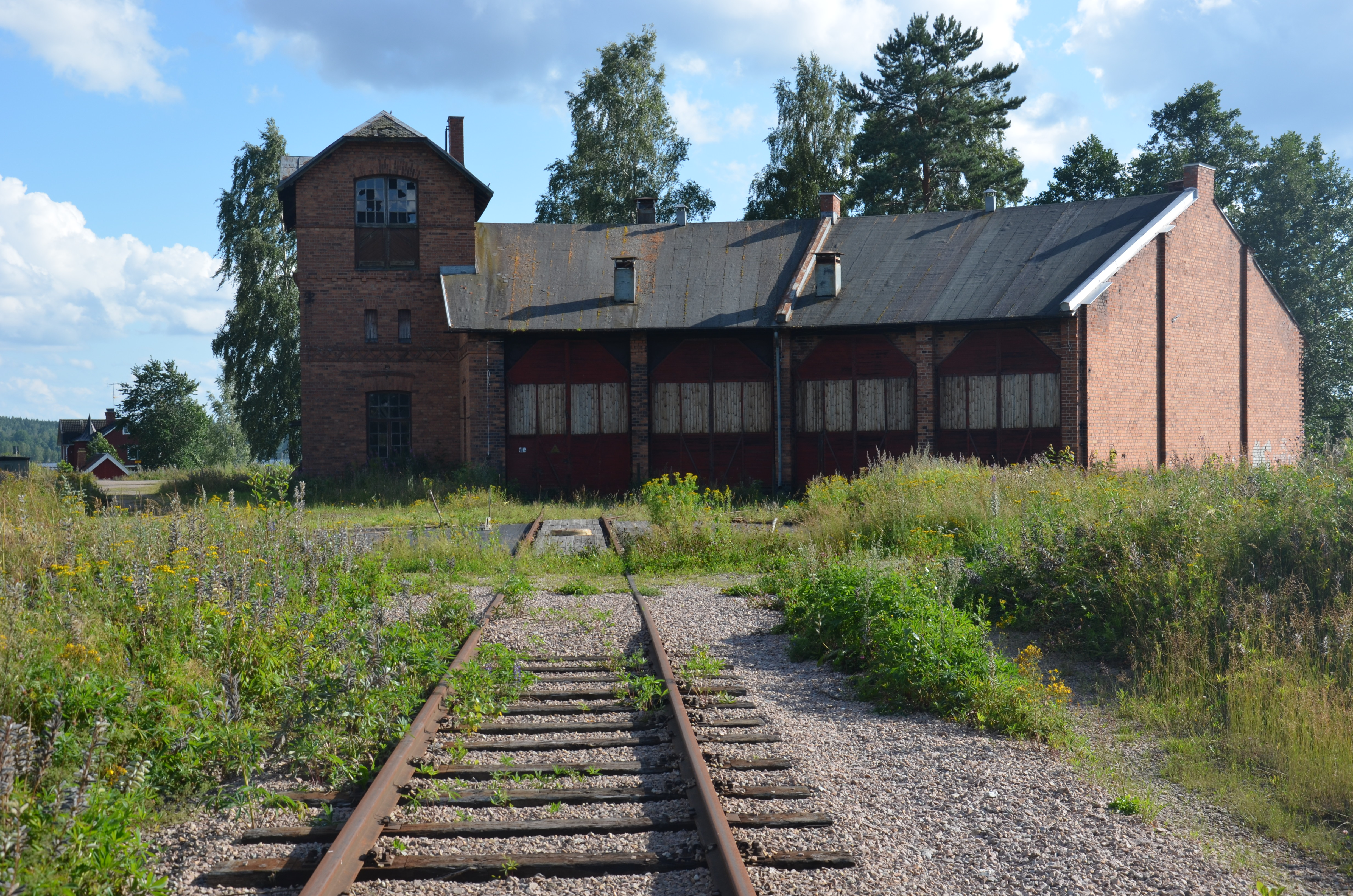
ENJ:s lokstall i Ängelsberg
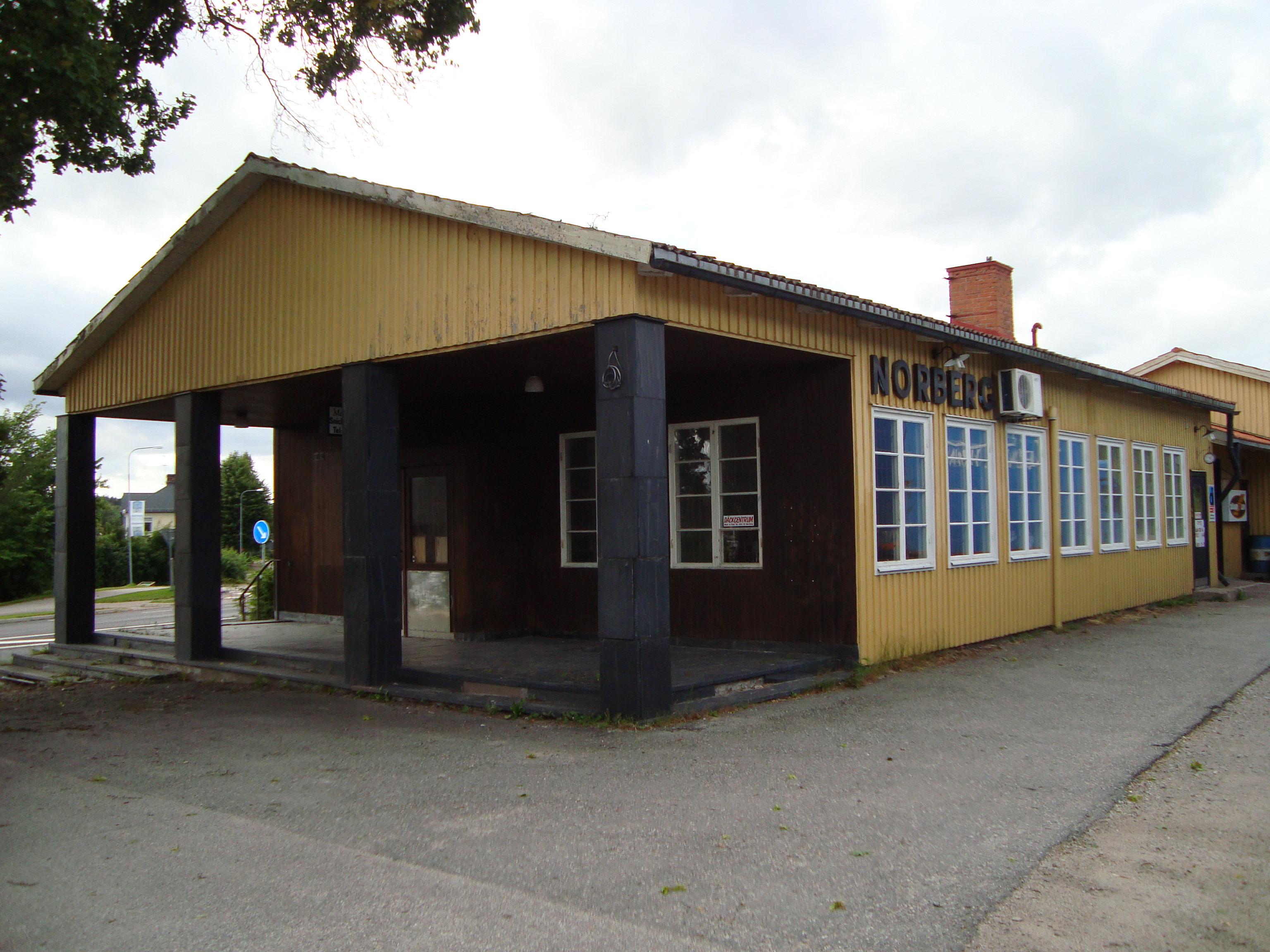
Norbergs järnvägsstation
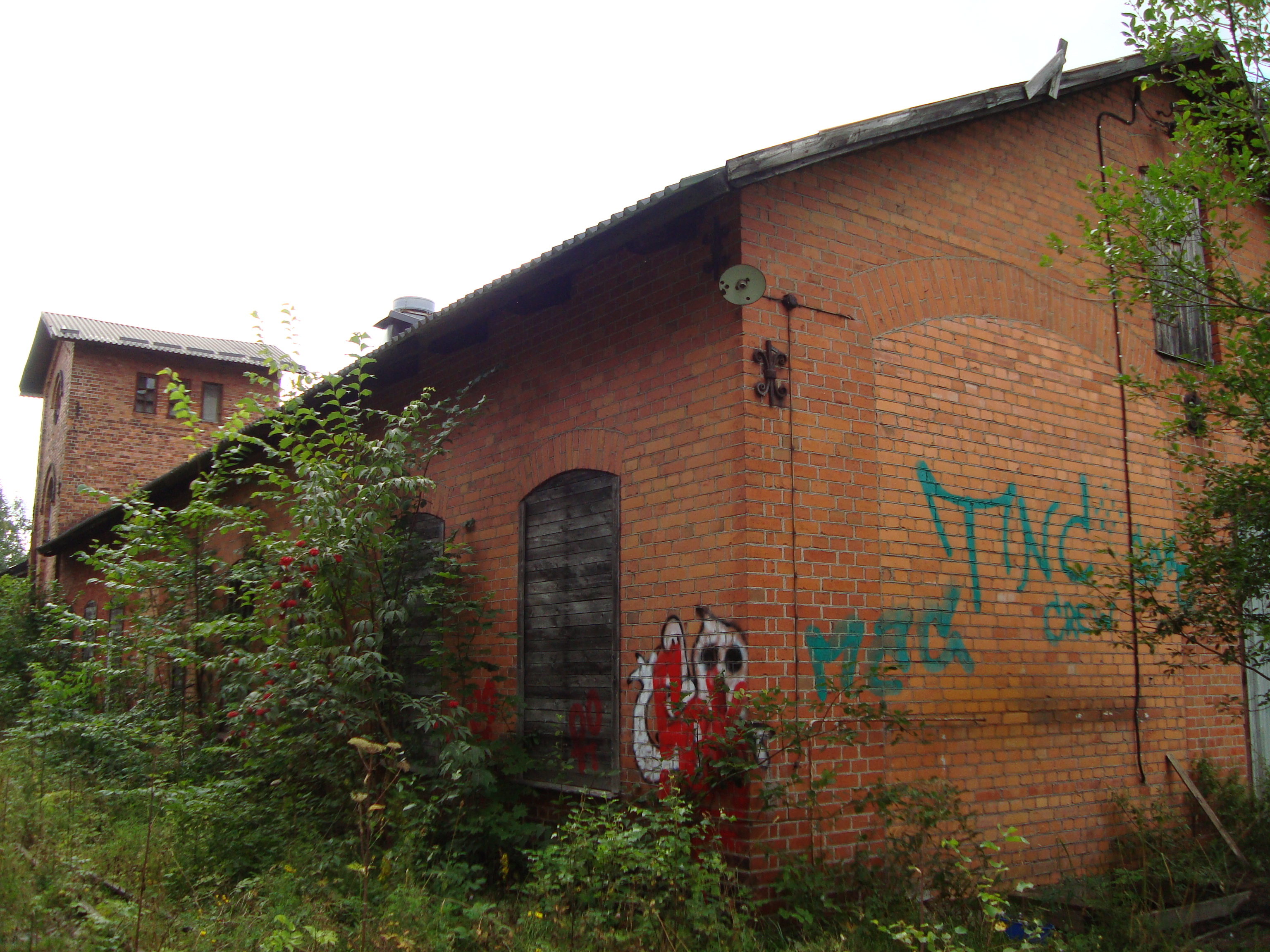
Lokstallet i Kärrgruvan, numera Norbergs plåtslageri
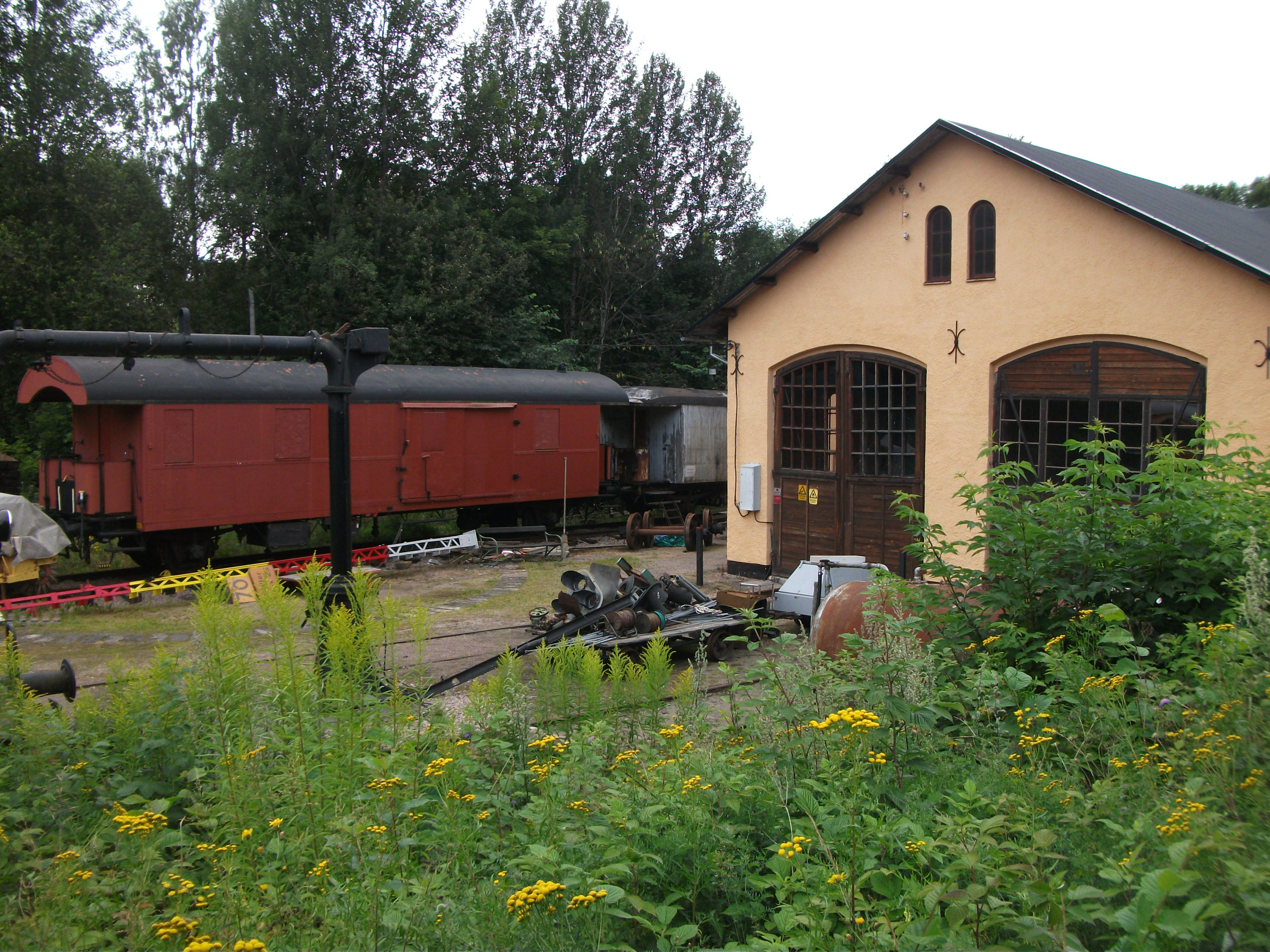
Lokstallet vid Kärrgruvan
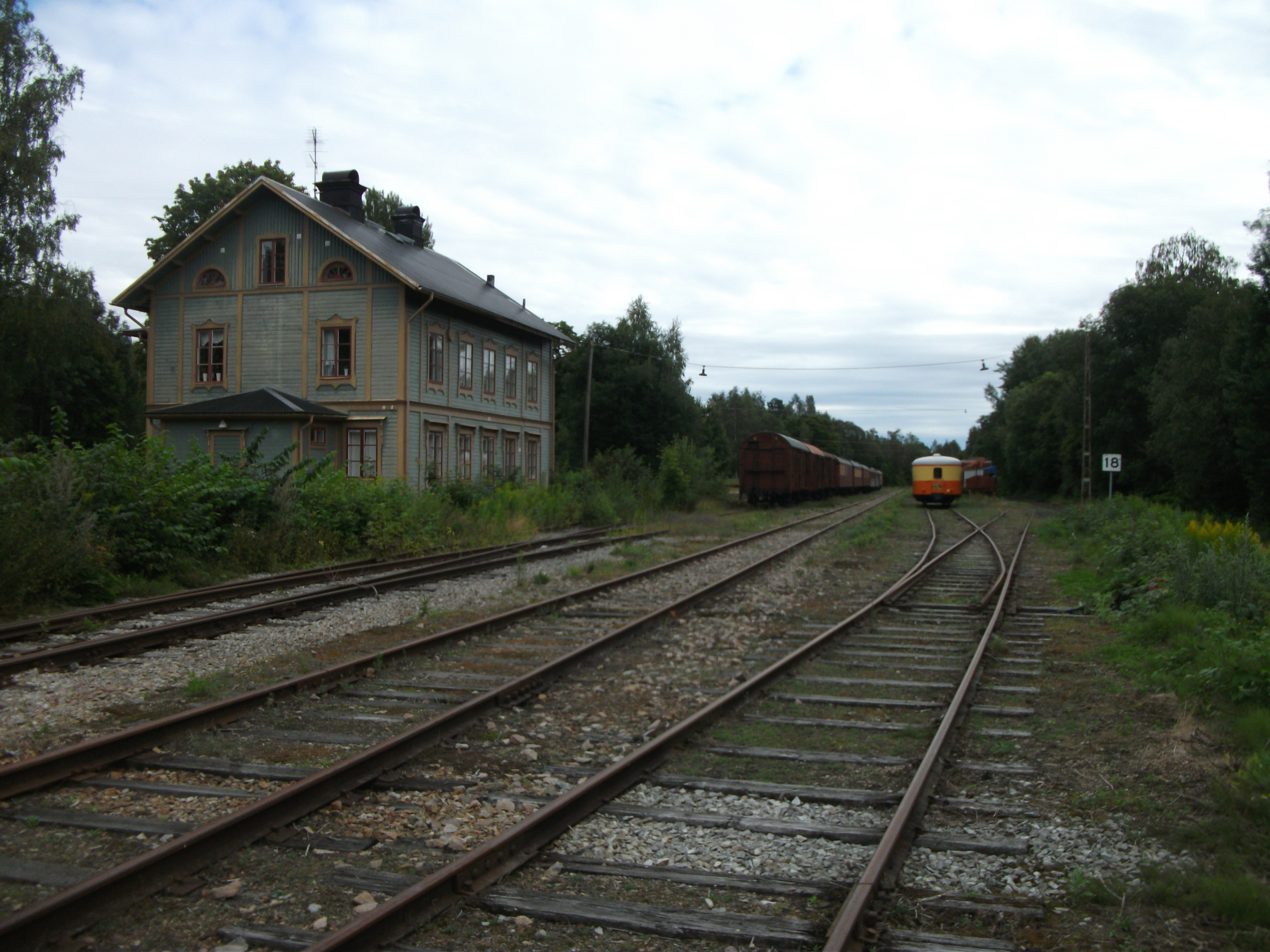
Den tidigare stationsbyggnaden i Kärrgruvan, numer vandrarhem
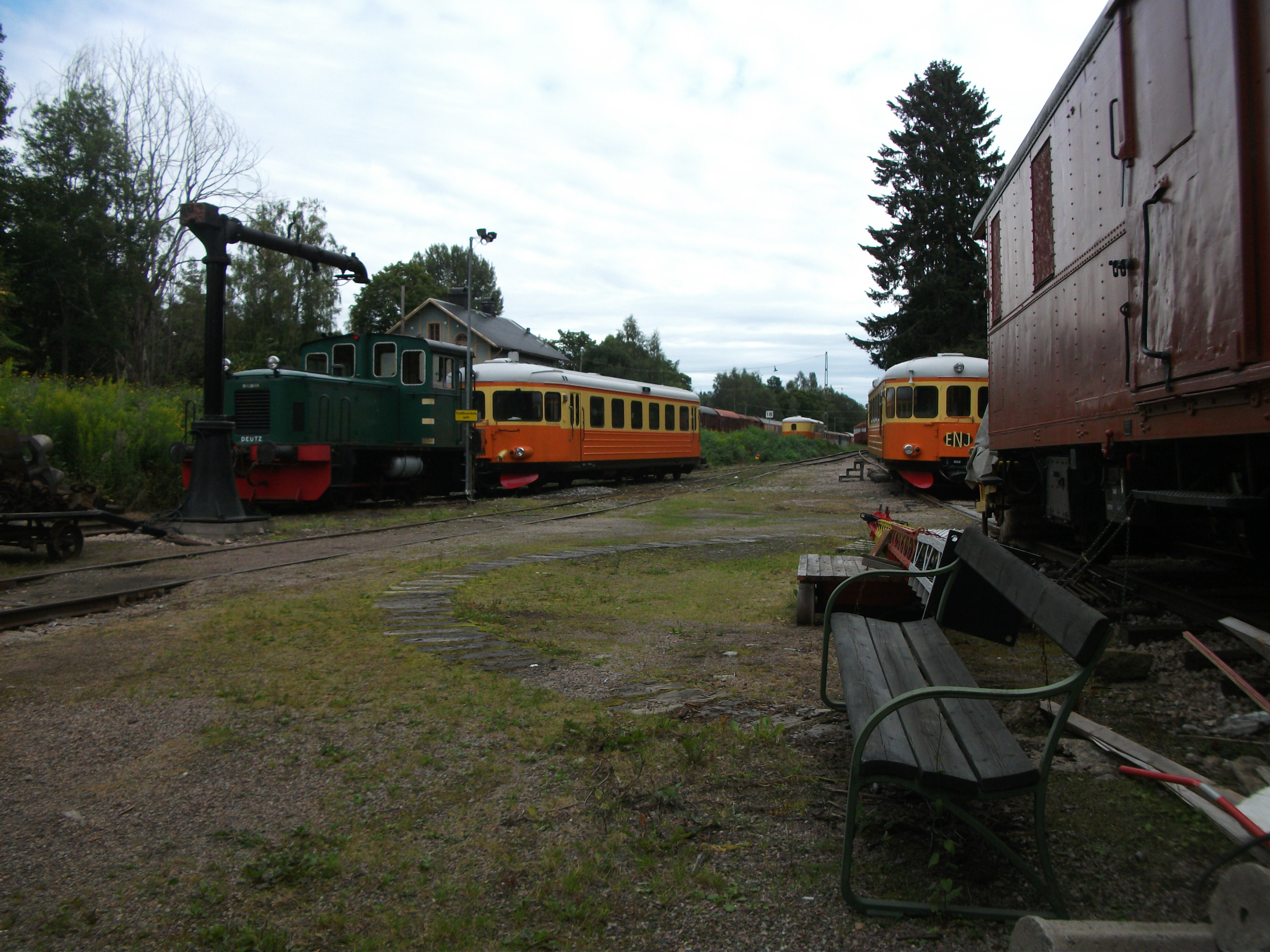
'Grodan' och rälsbussar utanför lokstallet i Kärrgruvan
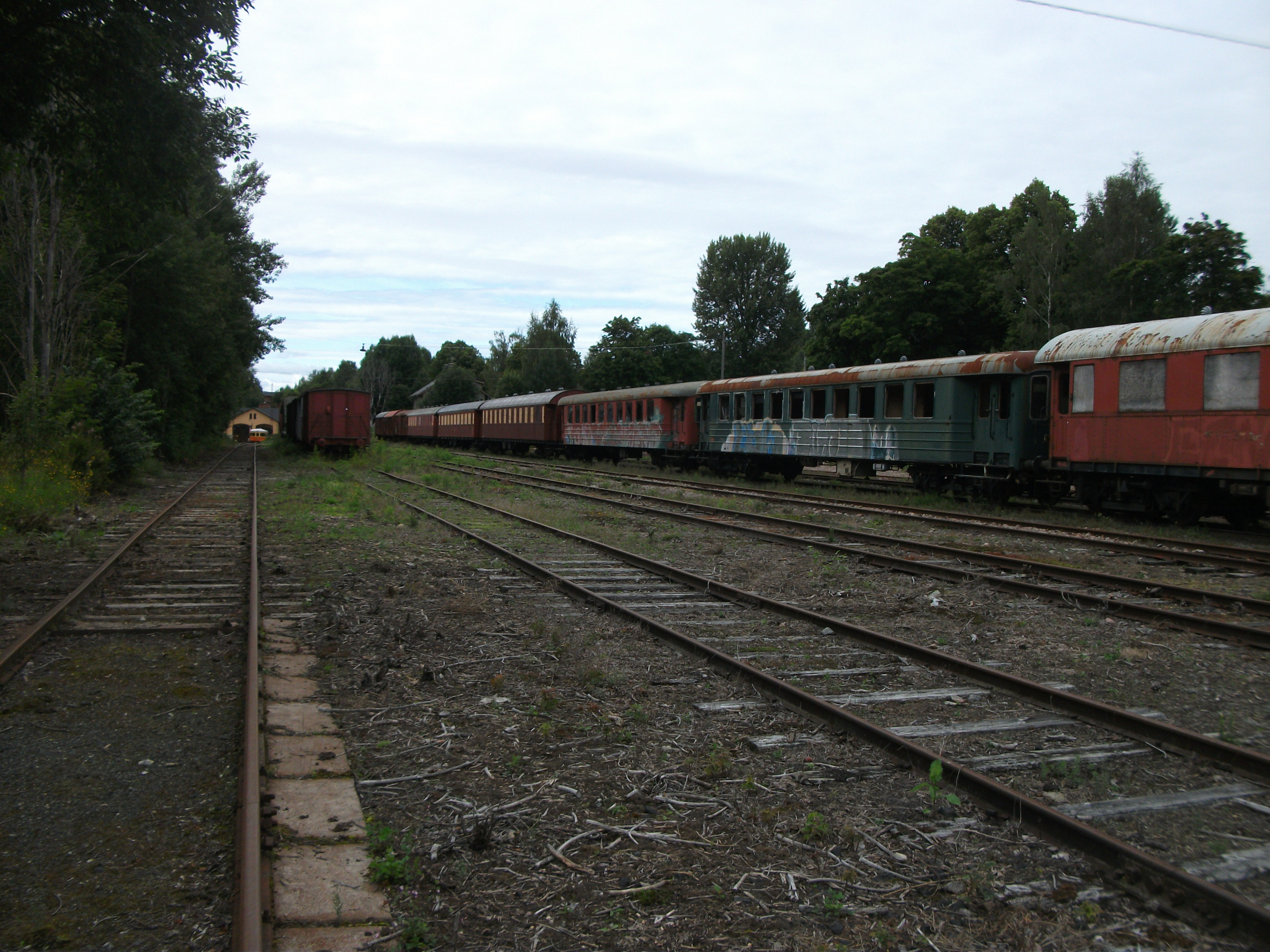
Vagnar i avvaktan på restaurering i Kärrgruvan
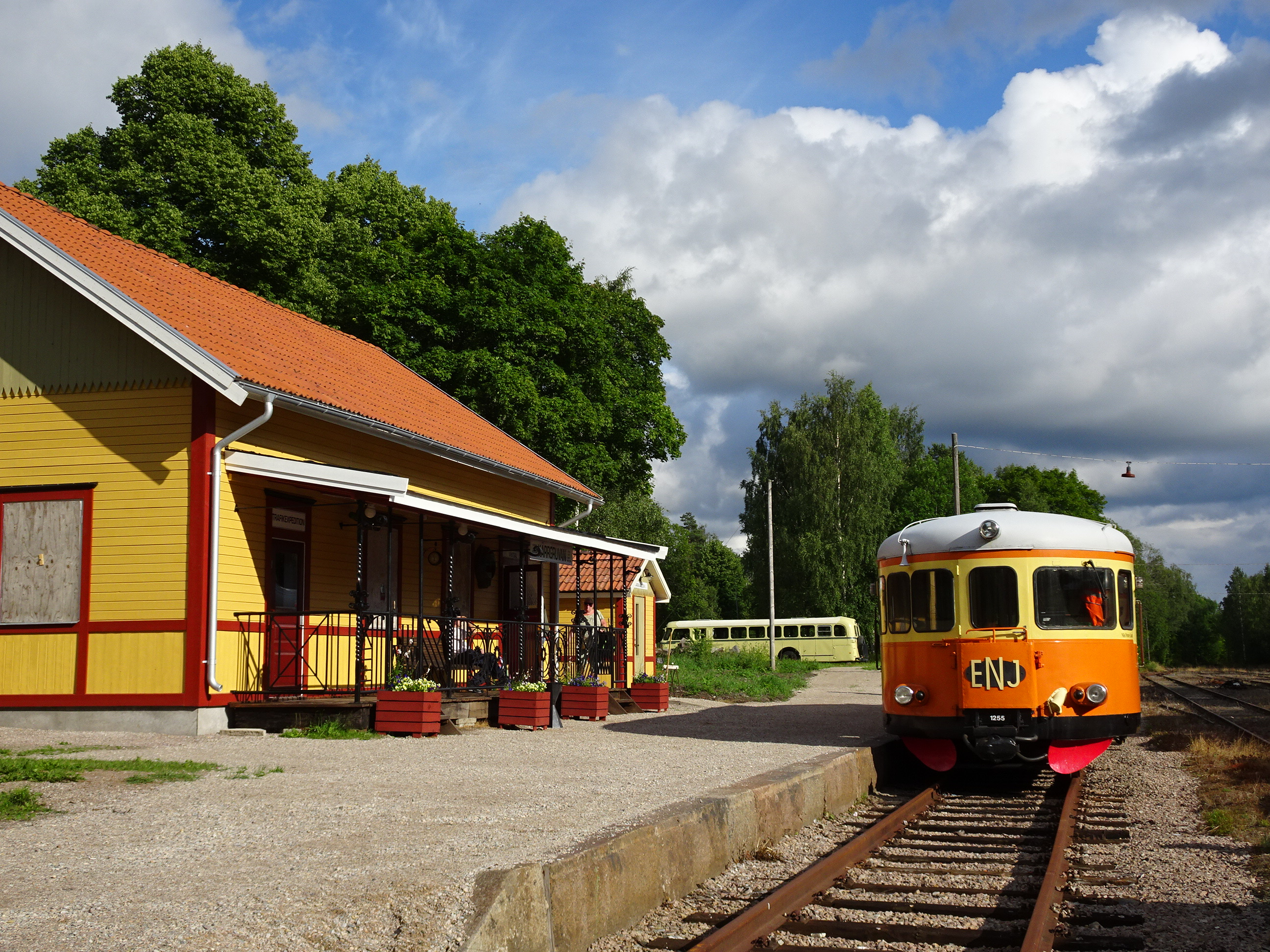
Den nya järnvägsstationen 2016